# San Roberto Belarmino (título cardenalicio)
San Roberto Belarmino (en latín: Sancti Roberti Bellarmino ad forum Hungariae, en italiano, San Roberto Bellarmino) es un título cardenalicio de tipo presbiterial. 
El actual titular es Mario Aurelio Poli.
Su Iglesia principal es la Iglesia de San Roberto Belarmino.

## Historia

### Título
Fue creado el 28 de abril de 1969 por el papa Pablo VI en honor a dicho santo. Su primer titular fue el Cardenal Arzobispo de Quito, Pablo Muñoz Vega, SJ
Este Título Cardenalicio fue el que ocupara hasta el 13 de marzo de 2013, el argentino Jorge Mario Bergoglio, SJ, Papa Francisco, cuando fuera elegido sumo pontífice de la Iglesia católica. Sus dos predecesores fueron Cardenales sudamericanos (ecuatoriano y peruano respectivamente). 
En el Consistorio del 22 de febrero del 2014, el Papa Francisco,  otorgó este título Cardenalicio al nuevo Arzobispo de Buenos Aires , Mario Aurelio Poli, quien lo detenta a la fecha y que fuera  Cardenal Primado de la Iglesia Católica en Argentina hasta el 2023.

## Iglesia
El título está asociado a la Iglesia de San Roberto Belarmino, erigida en la plaza Ungheria (Hungría) del barrio Parioli de Roma.
Este templo, diseñado por el arquitecto Clemente Busiri Vici, fue inaugurado por el papa Pío XI en 1933 tras la canonización (1931) y el nombramiento de Doctor de la iglesia (1933) del contrarreformista San Roberto Belarmino (1542 - 1621). Fue consagrado en 1959 por Monseñor Luigi Traglia. Contiene mosaicos de Renato Tomassi y vidrieras de Alessandra Busiri. Está regido por la Compañía de Jesús. 

## Titulares
| Foto | Escudo | Nombre del Titular                               | Título adicional                              | Período                                           | Fin del cargo (razón) |
|      |        | Segundo Pablo Mardoqueo Cardenal Muñoz Vega SJ † | Arzobispo de Quito Arzobispo emérito de Quito | 28 de abril de 1969 – 3 de junio de 1994          | Fallecido             |
|      |        | Augusto Cardenal Vargas Alzamora SJ †            | Arzobispo de Lima Arzobispo emérito de Lima   | 26 de noviembre de 1994 – 4 de septiembre de 2000 | Fallecido             |
|      |        | Jorge Mario Cardenal Bergoglio SJ †              | Arzobispo de Buenos Aires                     | 21 de febrero de 2001 – 13 de marzo de 2013       | Electo papa Francisco |
|      |        | Mario Aurelio Cardenal Poli                      | Arzobispo de Buenos Aires                     | 22 de febrero de 2014 – presente                  |                       |